# Roberto Ramírez
Roberto Ramírez (Mendoza, 7 luglio 1996) è un calciatore argentino, portiere del Godoy Cruz.

## Carriera
Cresciuto nelle giovanili del Godoy Cruz, ha esordito in prima squadra il 27 agosto 2016 in occasione del match di campionato vinto 1-0 contro l'Huracán.

## Statistiche

### Presenze e reti nei club
Statistiche aggiornate al 31 Agosto 2018.
| Stagione        | Squadra         | Campionato      | Campionato | Campionato | Coppe nazionali | Coppe nazionali | Coppe nazionali | Coppe continentali | Coppe continentali | Coppe continentali | Altre coppe | Altre coppe | Altre coppe | Totale | Totale | Totale |
| Stagione        | Squadra         | Comp            | Pres       | Reti       | Comp            | Pres            | Reti            | Comp               | Pres               | Reti               | Comp        | Pres        | Reti        | Pres   | Reti   |        |
| --------------- | --------------- | --------------- | ---------- | ---------- | --------------- | --------------- | --------------- | ------------------ | ------------------ | ------------------ | ----------- | ----------- | ----------- | ------ | ------ | ------ |
| 2016-2017       | Godoy Cruz      | PD              | 2          | 0          | CA              | 0               | 0               |                    | -                  | -                  |             | -           | -           | 2      | 0      |        |
| 2017-2018       | Godoy Cruz      | PD              | 1          | 0          | CA              | 0               | 0               | CL                 | 0                  | 0                  |             | -           | -           | 1      | 0      |        |
| 2018-2019       | Godoy Cruz      | PD              | 4          | -2         | CA              | 1               | 0               |                    | -                  | -                  |             | -           | -           | 5      | -2     |        |
| Totale carriera | Totale carriera | Totale carriera | 7          | -2         |                 | 1               | 0               |                    | 0                  | 0                  |             | -           | -           | 8      | -2     |        |